# 重装皇女メタルプリンセス
『重装皇女メタルプリンセス』（じゅうそうおうじょメタルプリンセス）は、2002年2月22日にスペースプロジェクトのブランド・AniSeedの第2弾として発売されたアダルトゲーム。
初回発売時はCD-ROM版のみだったが、2002年10月4日にはDVDPG版『重装皇女メタルプリンセス DVDカスタム』が、2004年5月14日には回想モードなどを追加して『ガンシスター』とセットでDVD-ROMに収録した『重装皇女メタルプリンセス&ガンシスター DVDパック』が、それぞれAniSeedから発売された。その後、2006年8月1日にはダウンロード販売版が発売された。
なお、Aniseedの広報担当者であるCam2は『DVDパック』の発売に際し、『ガンシスター』とはストーリー上で小さなつながりがある旨をコメントしている。

## 解説
主人公が悪の組織と正義の組織を行き来し、巨大ロボットによる戦闘やヒロインたちによるセックスなどのイベントシーンが挿入される。どちらの組織につくかはプレイヤー次第とされており、イベントシーンは総作画枚数5000枚以上ものアニメーションで描かれる。なお、DVDPG版では（ハード上の制約からも）シナリオ別にディスクが分けられており、「悪ディスク（秘密結社メメモー編）」と「正義ディスク（私設地球防衛軍編）」のDVD2枚組で構成されている。

## あらすじ
職にあぶれていた主人公は、戦闘員を募集する悪の秘密結社メメモーの広告を偶然見つける。それに応募した主人公は、なぜか戦闘員ではなく首領として採用されてしまう。その日の帰り、主人公は祖父が危篤に陥ったことを知らされて病院に駆け付け、病床の祖父から私設の地球防衛軍の司令官を務めてほしいと告げられる。かくして、主人公のあわただしい二重生活が始まった。

## 登場人物
主人公
優柔不断な20歳の男性。

### 私設地球防衛軍
美劔 あきら
声：日向裕羅
巨大ロボ・ネーベルヴェルファーのパイロット。熱血ボクっ娘で、感情表現が豊か。
葉音 りあ
声：綾有蘭
巨大ロボ・デュランダルのパイロット。おとなしいようで、怒らせると怖い。
クラウ・モー
声：鳥居花音
巨大ロボ・バシュキルのパイロット。穏やかな性格で、羞恥心にかけるところがある。

### 秘密結社メメモー
シトロナード
声：水城あきら
巨大ロボ・バシュキルのパイロットである、長髪の美女。
朝月ケイ
声：朝月ケイ
巨大ロボ・ガイアナのパイロットである、軍人気質の麗人。
キャンディ・ミキ
声：小笠原翔子
巨大ロボロイク・ダンパのパイロットで、ピンク色の髪とウサギの耳のような飾りが特徴。明るく前向きだが、きついことを言うこともある。

## スタッフ
- 企画・制作：シルバー[1][2]
- シナリオ：Dr．どっぷり&夜行人間[1]
- 原画：しぃけんしゃる[1][2]
- 主題歌：石原慎一「重装皇女メタルプリンセスのうた」[5]